# Longchengornis sanyanensis
Longchengornis sanyanensis (Лоньченьорніс) — викопний вид птахів підкласу Енанціорнісові (Enantiornithes), що мешкав в крейдяному періоді близько 120 млн років тому. Викопні залишки знайшли у формації Jiufotang у провінції Ляонін, Китай. Деякі дослідники вважають, що це синонім аналогічного виду Cathayornis yandica.
Longchengornis sanyanensis відомо по одному зразку, що містить частину скелету і неповний череп. У виду були довгі, стрункі ноги з великими гачкуватими пазурами. Верхні кінцівки була трохи коротші, ніж нижні, і крило зберегло принаймні два кігті.
За оцінками дослідників це була всеїдна істота, що сягала розмірів тіла 10 см, з розмахом крил — до 25 см і вагою 20 г.